# Etiuda op. 25 nr 6 (Chopin)

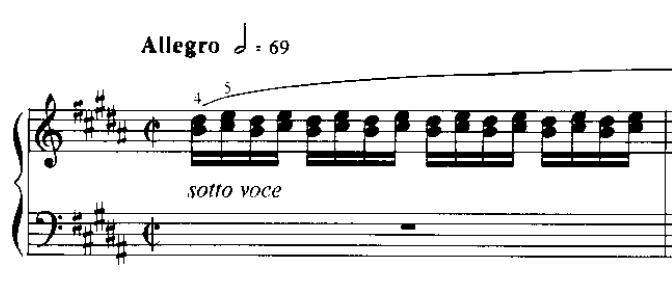
Początek Etiudy

Etiuda gis-moll op. 25 nr 6 – szósta z drugiego zbioru Etiud Fryderyka Chopina. Została skomponowana na fortepian. Dedykowana hr. Marii d'Agoult, kochance Liszta (à Madame la Comtesse d'Agoult), jak całe opus 25. Nazywana jest tercjową.